# Stanwood (Iowa)
Stanwood és una població dels Estats Units a l'estat d'Iowa. Segons el cens del 2000 tenia 680 habitants.

## Demografia
Segons el cens del 2000, Stanwood tenia 680 habitants, 279 habitatges, i 193 famílies. La densitat de població era de 410,2 habitants/km².
Dels 279 habitatges en un 30,5% hi vivien nens de menys de 18 anys, en un 59,9% hi vivien parelles casades, en un 7,9% dones solteres, i en un 30,8% no eren unitats familiars. En el 25,4% dels habitatges hi vivien persones soles el 12,2% de les quals corresponia a persones de 65 anys o més que vivien soles. El nombre mitjà de persones vivint en cada habitatge era de 2,44 i el nombre mitjà de persones que vivien en cada família era de 2,94.
Per edats la població es repartia de la següent manera: un 24,1% tenia menys de 18 anys, un 6,9% entre 18 i 24, un 28,2% entre 25 i 44, un 24,3% de 45 a 60 i un 16,5% 65 anys o més.
L'edat mediana era de 38 anys. Per cada 100 dones de 18 o més anys hi havia 95,5 homes.
La renda mediana per habitatge era de 37.102 $ i la renda mediana per família de 42.143 $. Els homes tenien una renda mediana de 30.781 $ mentre que les dones 21.691 $. La renda per capita de la població era de 16.561 $. Entorn del 7,2% de les famílies i el 7,4% de la població estaven per davall del llindar de pobresa.

## Poblacions més properes
El següent diagrama mostra les poblacions més properes.